# 羅尼·彼得森
本特·羅尼·彼得森（瑞典語：Bengt Ronnie Peterson，瑞典語發音：[ˈrɔni ˈpɛtɛ ˈrson]，1944年2月14日—1978年9月11日），是一位瑞典賽車手。以綽號「SuperSwede」知名，他是兩屆的國際汽車聯盟一級方程式世界車手錦標賽車手亞軍。
彼得森於卡丁車展開他的職業生涯，傳統上來說這也是大多數車手進入開輪式競速的大門。在他贏得包括1963和1964年瑞典冠軍等的卡丁車冠軍後，他轉往三級方程式，而他也贏得了1969年摩納哥大獎賽的摩納哥大獎賽三級方程式贊助賽。隔年他贏得了歐洲三級方程式錦標賽冠軍後，晉升至一級方程式，加入了瑪馳車隊。他在該隊三年的時間內，站上6次頒獎台，大多數都在1971年世界一級方程式錦標賽期間，同時也是他贏得亞軍的那一年。
在他與瑪馳的三年合約結束後，彼得森在1973年賽季加入了科林·查普曼的蓮花車隊，與衛冕冠軍埃默森·菲蒂帕爾迪搭檔。在他於蓮花的前兩個賽季，彼得森贏得7次勝利，且在1973年得到生涯最佳的52分。在悲慘的1975年賽季後，彼得森再度回到瑪馳，並在1976年義大利大獎賽贏得他在該隊的最後一勝。在1977年賽季加入泰瑞爾後，他再度回到蓮花，出賽1978年賽季，作為馬里奧·安德烈蒂的二號車手。彼得森在南非和澳大利亞贏得兩場勝利，並且將能夠贏得亞軍，不過他在位於蒙扎的義大利大獎賽首圈發生了致命事故。

## 外部連結
- 官方网站

| 體育角色                | 體育角色                              | 體育角色             |
| ----------------------- | ------------------------------------- | -------------------- |
| 前任： 雷訥·懷瑟爾      | 瑞典三級方程式錦標賽冠軍 1968－1969年 | 繼任： 托爾斯滕·帕姆 |
| 前任： 讓-皮埃爾·堯紹德 | 摩納哥三級方程式冠軍 1969年           | 繼任： 東尼·特里默   |
| 前任： 克萊·瑞加諾尼    | 歐洲二級方程式 冠軍 1971              | 繼任： 麥可·黑爾伍德 |
| 前任： 布林·麥圭爾      | 一級方程式致命事故 1978年9月10日      | 繼任： 派屈克·德派勒 |